# Uuras Saarnivaara
Uuras Saarnivaara (17. února 1908 – 5. května 1998) byl finský luterský teolog.
Působil ve Finsku a v USA. Zabýval se teologií Martina Luthera, byl kritikem liberální teologie, mormonismu a jehovismu.
K jeho nejvýznamnějším dílům publikovaným v angličtině patří jeho dizertace Luther Discovers the Gospel, Scriptural Baptism a Hath God Said: Who is Right—God or the Liberals?.